# ポートアーサー事件
ポートアーサー事件 (ポートアーサーじけん、The Port Arthur Massacre) とは、1996年4月28日にオーストラリア・タスマニア島の観光地、ポート・アーサーで起こった大量殺人事件である。犯人はマーティン・ブライアントで、死者35人、負傷者15人を出した。

## 概要
1996年4月28日（日曜日）の午後1時半頃に、最初の事件現場となったカフェにマーティン・ブライアントが車に乗って訪れ、当初は外のテーブルに座ってランチを注文して食べていた。食事が終わると店の客に対し「白人ばっかりだ、ジャップは少ないな」と言うと、店内に入り黒いスポーツバッグからAR-15アサルトライフルを取り出して無差別に発砲。わずか90秒の間に20人の死者と12人の重軽傷者を出した。
すぐにブライアントはカフェの駐車場に向かって発砲し、観光バスの運転手や乗客を射殺。さらに別のライフルに持ち替え、自分の車を運転しながら通行人を次々に射殺。そして数百メートル離れたガソリンスタンドに到着するや、そこにいたカップルの女性を射殺し、相手の男性を車のトランクに押し込めて再び運転した。コテージに到着したブライアントは男性を車のトランクから引きずり出して車に火をつけた後、男性と共にコテージに立てこもった。
数百人の警察とマスコミ、野次馬がコテージを取り囲んでいたが、コテージのオーナー夫妻やガソリンスタンドから連れ出された男性の情報が掴めず、コードレスホンの電池切れでブライアントからの連絡はすぐに途絶えた。また、建物の周囲が遮蔽物のまったく無い広い芝生だったこと、コテージの主人が銃のコレクターで屋内には多数の武器があること、電波状態が悪くてスナイパーと指揮所の連絡ができなかったことなどの理由で特殊部隊の突入も見送られ、一夜が過ぎた。
事件の翌朝、コテージから出火するや、ブライアントが飛び出してきて、すぐに取り押さえられた。焼け跡から、オーナー夫妻、ガソリンスタンドから連れ出された男性の遺体が発見された。後にオーナー夫妻とブライアントが知り合いで、彼がカフェに向かう途中ですでに夫妻を射殺していたことが判明した。

## 過程
当日の出来事は、警察による捜査の後にまとめられ、1996年11月19日に法廷に提出された。

### 午前の事件
ブライアントは午前6時に目覚めたが、これは家族にとっては珍しい事として驚かれた、彼がそのように早起きするとは思われていなかったからだ。2時間後、ガールフレンドが自分の両親を訪れるため家を離れた。ホームセキュリティシステムによれば、ブライアントは9時47分に家を離れた。ブライアントはフォーセットに向かい、午前11時ころ到着した。彼はポート・アーサーに進みつづけ、午前11時45分ころ、アーサー・ハイウェーを下ったところのB＆Bシースケープの中に車で走っていくのを目撃されている。彼はシースケープのゲスト用宿泊施設に立ち寄った(南緯43度07分08秒 東経147度51分12秒 / 南緯43.11888度 東経147.85326度)。この施設はブライアントの父親が以前から所有したがっていたものであり、当時はデビッド・マーティンとノエレネ・マーティンが所有していた。ブライアントは中に入り、数発発砲し、デビッド・マーティンに猿轡をはめて刺した。目撃者らが証言したこの時点での発砲回数は様々であった。ブライアントがマーティン夫妻、すなわち最初の犠牲者2人を出したのはこの時であると考えられていると法廷で述べられた。
あるカップルがシースケープに立ち寄り、外でブライアントに会った。彼らが施設をちょっと見ることはできるかと訊ねると、ブライアントは両親が出かけていてガールフレンドが中にいるからできないと語った。カップルは後に彼のものごしは無作法だったと述べ、不愉快に感じたと言った。彼らは午後12時35分ころ離れた。
ブライアントは、ドアに鍵を掛けたのち、シースケープ内のいくつかの建物の鍵を持ってポート・アーサーまで車を走らせた。オーバーヒートで道路の片側にとめられた車を見つけて停まると、そこの2人と話した。ブライアントは、コーヒーでも飲みにあとでポート・アーサー・カフェに来るように、と提案した。
彼は、ポート・アーサー・ヒストリック・サイトを通り過ぎて、マーティン夫妻所有のパルマーズ・ルックアウト・ロードという物件のほうへ向かい、そこで彼はロジャー・ラーナーにでくわした。ラーナーは、15年以上前になにかの機会で彼と会ったことがあった。ブライアントはラーナーに、自分はサーフィンしていた、フォッグ・ロッジという物件を買った、今はラーナーから家畜を買おうと思っているところだと語った。ブライアントは、隣のマーティンの場所を買うということについてもいくらか述べた。彼は、マリアン・ラーナーが在宅かを訊ね、農場の私有道路を進んで彼女に会ってもいいかと訊ねた。ラーナーはOKと言ったが、自分も行こうと語った。この時の事についてライナーは「ブライアントはそれから、自分はナビーナに行くかもしれないと答え」("Bryant then responded that he might go to Nubeena first")、午後には戻るつもりだと言った。

### ポートアーサーヒストリックサイト(Port Arthur Historic Site)

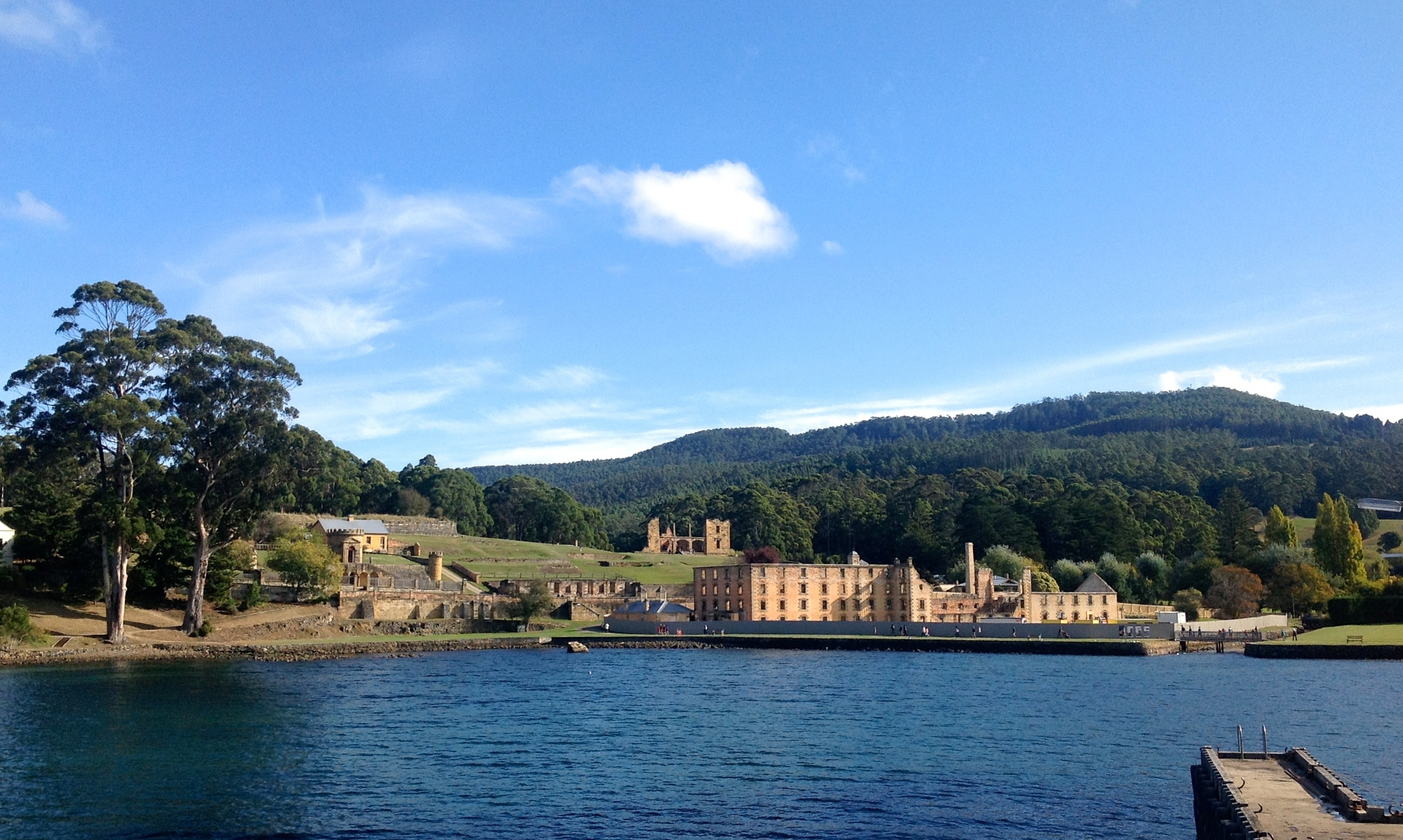
ポートアーサーのポートアーサーベイは、銃撃の大部分が行われた場所であった

午後1時10分ころ、ブライアントは、ヒストリックサイト入口の料金徴収所の行列に並んだ。彼は入場料を支払い、水際の「ブロードアローカフェ」の近くに車を駐めた。ヒストリックサイトのセキュリティマネージャーが、そのエリアはキャンピングカーの駐車予約がある、駐車場はその日とても混んでいるから、ほかの複数の車と一緒に駐めるように、と命じた。ブライアントは、車を別のエリアに移動させ、数分間車のなかに座っていた。それから車をカフェの外側である水際に再び移動させた。セキュリティマネージャーは、彼がスポーツモデルのバッグ("sports-type bag")とビデオカメラをもっているのが見えたが、無視した。ブライアントはカフェにはいり、そこで購入した食べ物を外のデッキで食べた。彼は、エリアの「ワスプ」("WASPs")がいないこと、いつもほどは日本人がいないことについて人々と会話を始めようとした。彼は、神経質そうに見え、定期的に("quite regularly") 駐車場を振り返っては、カフェの中に視線を戻した。

### ブロードアローカフェでの謀殺
ブライアントは食事を終え、カフェの中に歩いて入り、ドアを開けてくれた人も含め、数人に手伝ってもらいながらトレーを返した。ブライアントはバッグをテーブルのうえに置き、中からコルト製スコープと30発のマガジンが装着されたAR-15を引き出した。このバッグには、他の物とともにデビッド・マーティンを刺したナイフもあった。コルトのマガジンの一部はシースケープでの銃撃のために空っぽであったと考えられている。
カフェはたいへん小さく、テーブルどうしは密接していた。当日はとりわけ忙しく、多くのひとが次のフェリーを待っていた。以下の出来事はきわめて迅速に起こった。ブライアントはライフルをモー・イェー・（ウィリアム）・ングとソウ・レン・チュンに向けた。彼らはマレーシアから訪れており、ブライアントのそばのテーブルについていた。彼は2人ともを近距離から撃ち、2人は即死した。ブライアントはそれからミック・サージェントを狙って撃ち、銃弾は彼の頭皮をかすり、彼は床に倒れた。ブライアントは4発発砲し、サージェントのガールフレンド、ケート・エリザベス・スコット(21歳)の後頭部を撃って殺した。
ニュージーランドのワインメーカー、ジェーソン・ウィンター(28歳)は忙しいカフェのスタッフを手助けしているところだった。ブライアントがウィンターの妻ジョアンナと息子ミッチェル(15歳)の方を向いたとき、ウィンターはブライアントを狙って食事トレーを投げ彼の気を散らせようとした。ジョアンナの父親が、娘と孫息子をそれぞれ床とテーブルの下に押し倒した。

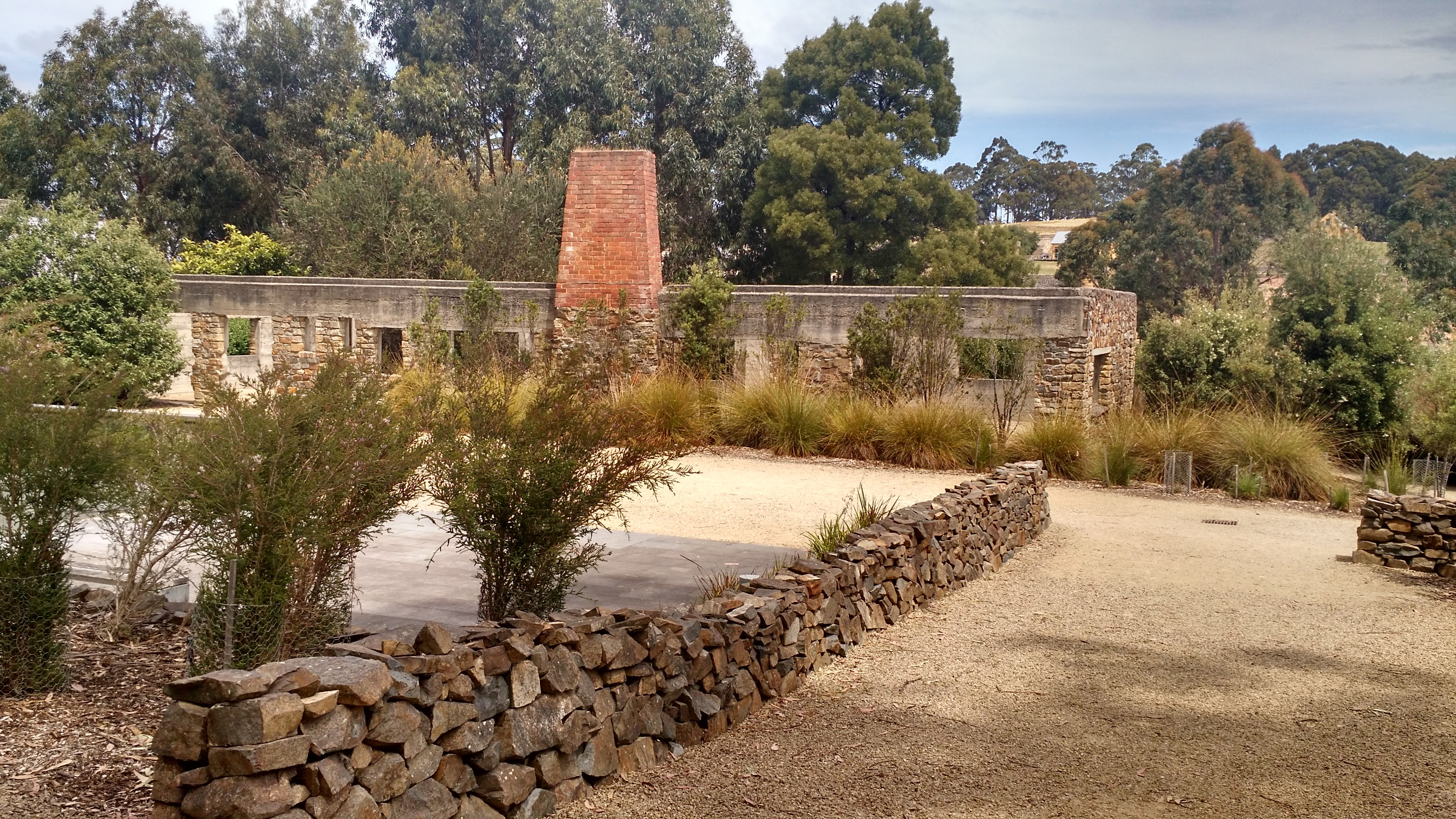
カフェの構造　2015年。メモリアルガーデンがサイトにつくられている

アンソニー・ナイチンゲール(44歳)が、最初の何度かの銃撃音ののち立ち上がったが、移動する余裕はなかった。ナイチンゲールは、ブライアントが武器を自分に向けたとき、「やめろ！こんな所で！」("No, not here!")と叫んだ。ナイチンゲールは、身体を前にかがめたとき、首と背骨を致命的に撃たれた。
隣のテーブルには10人の集団がいたが、一部はちょうどテーブルを離れ食事トレーを返し、ギフトショップを訪れるところであった。ブライアントは1発、発砲し、ケヴィン・ヴィンセント・シャープ(68歳)を殺した。2発目はウォルター・ベネット(66歳)に当たり、身体を貫き、ケヴィン・シャープの弟レイモンド・ジョン・シャープ(67歳)に当たり、二人とも死亡した。3人はブライアントに背を向けており、何が起きているか気づかなかった――彼らは初め誰かが爆竹を鳴らしていると考えていた。うち1人が最初の数発が聞こえたのち「これは笑いごとじゃない」("That's not funny")と評した。銃撃はすべて近距離からで、頭部に突き付けて撃ったか、あるいは数インチ離れたところからであった。ジェラルド・ブルーム、ゲイ・フィドラー、彼女の夫ジョンは、全員銃弾の破片に打たれたが生き延びた。
ブライアントはそれからトニー・キスタン、サラ・キスタン、アンドリュー・ミルズの方を向いた。男は2人とも、最初の何回かの銃撃で立ち上がったが、動き去る時間はなかった。アンドリュー・ミルズは頭部を撃たれた。トニー・キスタンも頭部を2メートルの距離から撃たれたが、撃たれる前にどうにか妻を押しやることができていた。サラ・キスタンはそのときまでテーブルの下にいたため、ブライアントからは見えなかったと考えられる。
セルマ・ウォーカーとパメラ・ローは破片で負傷し、それから友人ピーター・クロスウェルに地面をひきずられ、3人はテーブルの下に難を逃れた。またパトリシア・バーカーも、これらの銃撃の破片によって負傷した。
そのときになってようやく、カフェ内の大部分の人々は何が起きているのか、銃撃はヒストリカルサイトの歴史を再現する劇によるものではないと悟った。この時点で大混乱が起きたが、ブライアントがメインの出口にいたため、多数の人は無策であった。
ブライアントは軽く数メートル移動して、グラハム・コルヤー、キャロライン・ラフトン、そして彼女の娘サラがついていたテーブルを狙って撃ちはじめた。コルヤーはあごに重傷をおい、あやうく自分の血液で窒息死するところであった。サラ・ラフトンは母のほうへ駆け寄り、母はすでにテーブルの間に隠れていた。キャロライン・ラフトンは娘の上に覆いかぶさった。ブライアントは、キャロライン・ラフトンの背中を撃った。彼女の鼓膜は、耳のそばで発砲された銃声で破裂した。彼女は負傷したものの生き延びたが、後に外科手術したサラがすでに頭部を撃たれて命を落としていたことを知った。
ブライアントは身体の向きを変え、座っていたマーヴィン・ハワードを撃った。弾丸は彼を、そしてカフェの窓を貫き、外のバルコニーのテーブルに当たった。ブライアントはすばやくつづけてマーヴィン・ハワードの妻メアリーの首を撃った。ブライアントはそれから、空の折りたたみ式のベビーカーの上に前かがみになり、銃を彼女の頭部に向け、ふたたび撃った。ハワード夫妻の負傷は致命的であった。
ブライアントは出口のそばにいて、人々が自分の横を走り抜けて逃げるのを妨いだ。ブライアントは、カフェを横切りギフトショップエリアのほうへ移動した。ディスプレーエリアを通って外のバルコニーに通じる出口ドアが1つあったが、施錠されており、鍵でしか開けられなかった。ブライアントが移動したとき、ロバート・エリオットが起ち上がった。彼は腕と頭部を撃たれ、暖炉にぐったりともたれたが、生きていた。
これらの事は、ングを殺した最初の弾丸から、約50秒間かかった。その間、ブライアントは17発発砲し、20人を殺し、さらに10人を負傷させた。

### ギフトショップでの謀殺
ブライアントは、多数の人にテーブルの下やショップディスプレーの後ろに隠れる時間を与えながら、ギフトショップエリアのほうへ移動した。彼はギフトショップで働く地元の女性2人を撃った――ニコル・バージェス(17歳)は頭部を、エリザベス・ハワード(26歳)は腕と胸部を撃たれた。
コラリー・レバーとベラ・ジャリーは他の人々とヘッセン（黄麻布）の仕切りのかげに隠れた。レバーの夫デニスは頭部を撃たれ致命傷を負った。ポーリン・マスターズ、ベラ・ジャリーの夫ロン、そしてピーター・ナッシュとキャロリン・ナッシュはすでに、鍵のかかったドアから逃げようとしていたが、かなわなかった。ピーター・ナッシュはブライアントから妻を隠そうと彼女の上に横たわった。ブライアントはギフトショップエリアのなかに移動し、そこでは数人がどこにも行けず、隅でうずくまっていた。グウェン・ニーンダーは、ドアのほうへ進もうとしながら頭部を撃たれ、殺された。
ブライアントにはカフェのなかの人の動きが見えたため、フロントドアの近くに移動した。彼はあるテーブルを狙って撃ち、銃弾はその下に隠れているピーター・クロスウェルの尻に当たった。ギフトショップ内に隠れていたジェーソン・ウィンターは、ブライアントは建物を去ったと考え、近くの人々にそう言って、それから移動して開けた場所に出た。ブライアントには彼が見え、ウィンターは撃たれる直前に「やめろ、やめろ」("No, no")と言ったが、弾丸は頭部、首、そして胸に当たった。頭部への2発目がウィンターにとって致命傷となったと判明した。これら銃撃からの破片は、アメリカの旅行者デニス・オルソンに当たった。彼は妻メアリーおよびウィンターとともに隠れているところであった。デニス・オルソンは、手、頭皮、眼、そして胸に破片傷を受けたが、生き延びた。
次におこったことは直接的に明らかになってはいないが、ある時点でブライアントは武器を再装填した。ブライアントはカフェに歩いて戻り、それからギフトショップに戻り、今度はショップの別の隅を見下ろし、そこには数人が隠れていた。彼は彼らに歩いて近づき、ロナルド・ジャリーの首を撃ち抜き、それからピーター・ナッシュとポーリン・マスターズ、3人全員を殺した。彼にはキャロリン・ナッシュは見えなかったが、彼女は夫の下に横たわっていた。ブライアントは身元不明のアジア人に銃を向けたが、ライフルのマガジンは空であった。ブライアントはそれからギフトショップカウンターに移動し、そこで彼はライフルを再装填し、サービスカウンターの上にからのマガジンを残し、建物を去った。
ブライアントはギフトショップに移動したのち8人を殺し、ほかの2人を負傷させた。
カフェとギフトショップをあわせて、彼は21発発射し、20人を殺し、さらに20人を負傷させた。

### 駐車場の殺害
カフェの銃撃の間、スタッフ数人はすでに厨房をとおって逃げることができ、外の人々に急を告げた。外には多くのバスがあり、人々が行列を作っていたが、その多くはバスあるいは建物に隠れはじめた。状況を理解しなかった人々も、あるいはどこに行くべきかわからない人々もいた。なかには、なにか歴史を再現する劇が起こっているのだと考える人々もいた。
ブライアントが50–100メートル (50–110ヤード)ヒストリックサイトの従業員アシュレー・ジョン・ローを離れた位置から狙って撃ったとき、彼は人々をカフェからインフォメーションセンターに移動させているところであった。発砲された数発の弾丸はローをそれ、近くの木々に当たった。
ブライアントはそれから、バスのほうへ移動した。運転手の1人ロイス・トンプソンはバスの乗客側を移動しているところで、背中を撃たれた。彼は地面に倒れ、どうにか這って、無事バスの下に転がり避難したが、後にいくつもの傷のために死亡した。ブリジッド・コックは人々を隠れさせるために、バスの間や突堤エリアに案内しようとしていた。ブライアントはこのバスの正面に移動し、歩いて横切り、次のバスに行った。人々はすでに、隠れ場所を求めてすばやくこのバスから後端のほうへ移動していた。ブライアントがそれをぐるりと回りこむと、人々が隠れようと這っているのが見えたため、彼らを狙って撃った。ブリジッド・コックは右腿を撃たれ、弾は大腿骨を砕いて体内に留まった。バス運転手イアン・マケルウィーは、撃たれたコックの破砕した骨の破片が当たったものの、2人とも脱出し生き延びることができた。
ブライアントはそれからすばやく別のバスの周りを通り、逃げる人々を狙って撃った。ウィニフレッド・アプリンは、別のバスのかげに隠れようとして走り、致命傷になる弾が脇腹に当たった。別の弾丸は、イボンヌ・ロックリーの頬をかすめたが、彼女はバスの1つの中に入れることができ、生き延びた。
数人がそれから駐車場から突堤のほうへ移動して去りはじめた。しかし誰かが、ブライアントがその方面へ向かっているところだ、と叫び、それで彼らはバスに引き返し、ブリジッド・コックが先ほど撃たれた所に行った。ブライアントは引き返し、タスマニア東岸に野生公園を所有していたジャネット・クインとネビル・クインの所に行った。彼らはメーソン・コーブの方向へ移動しており、バスから離脱しだしていた。ブライアントはジャネット・クインの背中を撃ち、彼女は動くことができず、ロイス・トンプソンの近くに倒れた。
人々が岸に沿って逃げようとしたとき、ブライアントは駐車場にそって進み続けた。ダグ・ハッチンソンはバスに乗り込もうとしていたとき、腕を撃たれた。彼はすばやくバスの正面に回り、それから岸にそって突堤に行き、隠れた。
ブライアントはそれから、バスをすぎたところにある自分の乗物に行き、武器をL1A1に変えた。彼は刑務所廃墟の近くにいたデニス・クロマーを狙って発砲した。後にクロマーは自身を狙って放たれた複数の弾丸が地面に命中し、砂利が彼女の正面で飛び上がったと言う。ブライアントはそれから車に乗り込み、数分間座ってから、また外に出て、バスのところに戻った。数人が駐車場の車のかげに隠れていたが、車高が低すぎたため、ブライアントには彼らが見え、車はあまり隠れ場所にならなかった。車体に隠れていた彼らが、ブライアントからは見えていると悟ったとき、彼らは茂みのなかに走った。彼は数発発砲した。少なくとも1発は誰かが隠れている樹に当たったが、結果的に誰にも当たらなかった。
ブライアントはバスに戻り、そこにジャネット・クインが先程の銃撃で負傷して横たわっていた。ブライアントは彼女の背中を撃ち、そして去った。彼女はこれら複数の負傷の結果死亡した。ブライアントはそれからバスの1台に行き、中に隠れているエルバ・ゲーラードを狙って発砲し、右腕と胸部を撃ち、彼女を殺した。隣のバスに居たゴードン・フランシスには何が起きたか見えており、バスの通路を移動してバスの扉を閉めようとした。ブライアントにはフランシスが見えており、乗っていたバスから発砲した。負傷したフランシスは4回もの大手術の後一命を取り留めた。
ジャネットの夫ネビル・クインはジャネットがブライアントに撃たれて直ぐに脱出して突堤エリアに逃げていたが、妻ジャネットのことが気がかりになっていたネビルは戻ることにした。ブライアントはバスから降りて戻ってきていたネビルの居所をつきとめ、何台もバスをまわって彼を追った。ブライアントは彼を狙って少なくとも2発発砲し、ネビルはバスに走った。ブライアントはネビルの入ったバスの中に入り、ネビル・クインの顔に銃を向け「誰も俺からは逃げられない」("No one gets away from me")と言った。ネビルは、ブライアントがいまにも引き金を引こうとすると悟ったとき、頭をひっこめた。銃弾は彼の頭部をそれたが、首に当たり、一時的に彼を麻痺させた。ブライアントが去ったのち、ネビルはなんとかして妻を見つけたが、彼女はその後、彼の両腕のなかで死亡した。後にネビル・クインはヘリコプターで救出され生き延びた。
ブライアントは自分を撮影していたアメリカ人のジェームズ・バラスコを狙って発砲し、近くの車に当たった。この時多くの人は駐車場に停めた車を使って隠れるかジェッティロードを走っているところであったが、ブライアントの居所はわからなかった。発砲音が大きく正確な位置を知るのが困難であったからである。
この時点で、ブライアントはすでに26人を殺し、18人を負傷させていた。

### 料金徴収所での謀殺とカージャック
ブライアントはそれから戻って車に乗り込み、駐車場を去った。目撃者は、彼は車を走らせながらクラクションを鳴らし、車体は揺れていたと言う。ブライアントはジェッティ・ロードを通って料金徴収所へ車を走らせた。そこでは人々が走って逃げていた。この時ブライアントは少なくとも2人の人間の横を通り過ぎた。
彼の前方にはナネット・ミカクと彼女の子マデリン(3歳)とアラナ(6歳)がいた。ナネットはマデリンを抱き運んでいるところで、アラナは少し先を走っているところであった。この時点までに彼らはすでに駐車場から約600メートル走っていた。ブライアントはドアを開け、減速した。ミカクは、この車は逃げる手助けをしようとしてくれたのだと考えたのか、車のほうへ移動した。数人が道路のへりからこれを目撃し、その内の誰かが彼が車の運転手が銃撃の犯人だと気づき、「あいつだ！」("It's him!")とわめいた。ブライアントは車から踏み出し、ナネット・ミカクの肩に手を置き、跪くように命じた。彼女は「おねがいこの子たちに手を出さないで」("Please don't hurt my babies")と言いながら命令に従った。ブライアントは彼女のこめかみを撃ち、彼女を殺した。つぎに、彼はマデリンを狙って発砲し、まずは肩を撃ち、それから胸を撃ち、銃弾は貫通してマデリンは命を落とした。ブライアントはアラナを狙って2回発砲したが、彼女は樹のうしろに走ったため当たらなかった。彼はそれから歩みより、銃身を彼女の首に押しつけ、発砲し、アラナは即死した。
ブライアントは茂みに隠れている数人を狙って発砲したが、はずした。子供たちが殺されたのを見て、数人は道路をさらに走り始めた。彼らは道路を下りてくる車の運転者らに戻るように命じた。人々は、ブライアントは道路を上るだろうと考え、車に戻るかわりに彼らは徒歩で泥の側道をくだりつづけ、茂みに隠れた。何台かの車が道路を逆走し、料金徴収所に向かった。
ブライアントは料金徴収所に車を走らせると、そこには数台の車があり、メアリー・ローズ・ニクソン所有の1980年BMW7シリーズの通路を阻んだ。中には、所有者のニクソン、運転していたラッセル・ジェームズ・ポラード、乗客ヘレネ・サルツマンとロバート・グラハム・サルツマンがいた。ロバート・サルツマンとの口論がつづいておこり、ブライアントはライフルを取り出し、サルツマンを至近距離で撃ち殺した。ポラードはBMWから降り、ブライアントのほうへ行き、ブライアントは彼の胸部を撃って殺した。他の多くの車がそれから到着したが、場景が見え、運転手らはすばやく道路を後退することができた。ブライアントはそれからBMWに移動し、ニクソンとヘレネ・サルツマンを車から引き出し、彼らを撃って殺し、遺体を道路にひきずった。ブライアントは弾薬、手錠複数、AR-15ライフル1丁、BMWの燃料コンテナ1つを移動させた。メアリー・ニクソン、ラッセル・ポラード、ヘレネ・サルツマンそしてロバート・サルツマンは、ブライアントが料金徴収所で殺害した被害者として訴訟時に名前の挙がった人々である。
別の車がそれから料金徴収所のほうへ来て、ブライアントはそれを狙って発砲した。運転していたグラハム・サザランドは、眼鏡を撃たれた。2発目の弾丸は運転席のドアに当たった。サザランドはすばやく道路を後退し、去った。ブライアントはそれからBMWに乗り込み、USAS-12と何百もの弾薬を含むボルボ240を後に残した。
この時点で、ブライアントはすでに33人を殺し、19人を負傷させていた。

### サービスステーションでの謀殺と誘拐
グラハム・サザランドは車を運転中、ブライアントに狙われてすぐさま道路を後退し、近くのサービスステーションに走らせ、そこで人々に何が起きつつあるか知らせようとした。ブライアントはサービスステーションに走ってきて、ハイウェーに退こうとしているグレン・ペアーズが運転していた白のトヨタ・カローラの行動を阻害した、助手席にはガールフレンドのゾーエ・ホールが乗っていた。ブライアントはライフルを手に車を出て、ホールを車から引き出そうとした。ペアーズは車から下り、ブライアントに近づいた。ブライアントは銃をペアーズに向け、彼を押し戻し、最終的にはそのとき開いていたBMWトランクに入るように指示し、ペアーズを閉じ込めた。
ブライアントはそれからカローラの助手席側に移動した時にホールは運転手席に移動しようとした。ブライアントはライフルをホールに向け、3発発砲し、彼女を殺した。サービスステーションの周りに居た多数の人びとは、これを目撃し、走って近くの低木林地に隠れた。サービスステーションの従業員は全員に伏せろと命じ、メインのドアに鍵をかけた。従業員はライフルをひっつかんだが、弾薬を取り戻し銃に装填するときまでに、ブライアントはすでにBMWで去っていた。1人の警察官が数分後に到着し、それからブライアントを追跡しに出発した。
この最中死亡したゾーエ・ホールは34人目の犠牲者であった。

### シースケープの道路
ブライアントはシースケープまで下る途中で、反対側の道を来る赤のフォード・ファルコンを狙って発砲し、フロントガラスを粉々にした。。シースケープに到着するやいなや、彼は車から下りた。ホールデン・フロンテラ4WDが道沿いにシースケープに近づいた。車の中の人々には銃を持っているブライアントが見えたが、ウサギ狩りをしているのだと考え、彼の横をすれ違いながら減速した。すれ違う辺りでブライアントはこの車に向けて発砲した。1発目の弾丸はボンネットに当たり、スロットル・ケーブルを切った。。彼は通り過ぎる車のなかに少なくともさらに2発発砲し、窓をいくつか割った。1発は運転していたリンダ・ホワイトの腕に当たった。車は坂を下りていたので、転がり下り、スロットル・ケーブルは切れたにもかかわらず角を曲がり見えなくなった。ホワイトは座席をボーイフレンドのマイケル・ワンダーズと交代し、マイケルは車を走らせようとしたが、切れたスロットル・ケーブルのためにできなかった。
もう1台の乗物がそのとき道路を下ってきていたが、そこには4人が乗っていた。彼らはブライアントのほぼ真隣になってようやく、彼が銃を持っていると悟った。ブライアントが車を狙って発砲し、フロントガラスを粉々にした。ダグラス・ホーナーはフロントガラスの破片で負傷した。車はホワイトとワンダーズが止まっていた所よりも先に進んだが、ホーナーはホワイト達の状況を悟らず、車を走らせつづけた。しかし彼らは後方でホワイトが撃たれるのが見えてホワイト達の元に戻り、彼らをひろった。両者ともにそれからフォックス・アンド・ハウンドとよばれる地元施設に向けて下りつづけ、そこで彼らは警察を呼んだ。
しかし別の車が走り過ぎ、ブライアントはそれを狙って発砲し、乗っていたスーザン・ウィリアムズの腕に当たった。運転していたサイモン・ウィリアムズは、破砕したガラス破片に当たった。接近するもう1台の乗物のドライバーにはこれが見え、道路を後退した。ブライアントはこの車をめがけて発砲し、それに当たったが、誰をも負傷させなかった。ブライアントはそれからBMWに戻って乗り込み、シースケープ・ドライブウェーをくだり、最初の犠牲者たちであるマーティン夫妻の死体が横たわる家に行った。
止まってすこしして、ブライアントはペアーズをトランクから降ろし、家のなかの階段の手すりに手錠でつないだ。ある時点で、BMWを燃やした。彼は、午後2時ころまでに家に到着していた、と考えられている。

### 逮捕
ブライアントは翌1996年4月29日の朝逮捕されたが、その時、おそらくブライアントがゲストハウスに放火したことによる火災が発生した。ブライアントは警察に「来い、人質を捕まえてみろ」("come and get him")と警察になじったが、警察は人質がすでに死亡していると考え、火災は結果的にブライアントを家から燻り出すだろうと断定した。結局ブライアントは服が燃えたため家から走り出し、背中と尻に火傷をおった。彼は逮捕され、治療のために病院に連れて行かれた。
グレン・ペアーズはすでに膠着状態の間あるいはそれ以前に撃たれ、火災発生の前に死亡していたということが分かった。また、マーティン夫妻の遺留品も見つかった。彼らはすでに死亡しており、ノエレネ・マーティンは鈍器による外傷を受けていた、ふたりとも火事の前に死亡していたと断定された。目撃者の話す銃撃の証言は、タスマニア最高裁判所に提出され、デビッド・マーティンとノエレネ・マーティンの死亡時刻は4月28日正午頃であるとした。家の中からは、使用されたと見られる武器が燃えた状態で1品見つかった。もう1品は、昨晩警察がブライアントを目撃したと思っていた、隣接する建物の屋上から見つかった。武器は2つとも、おそらく家の火災の熱による強烈な圧力を受けていた。

## その後

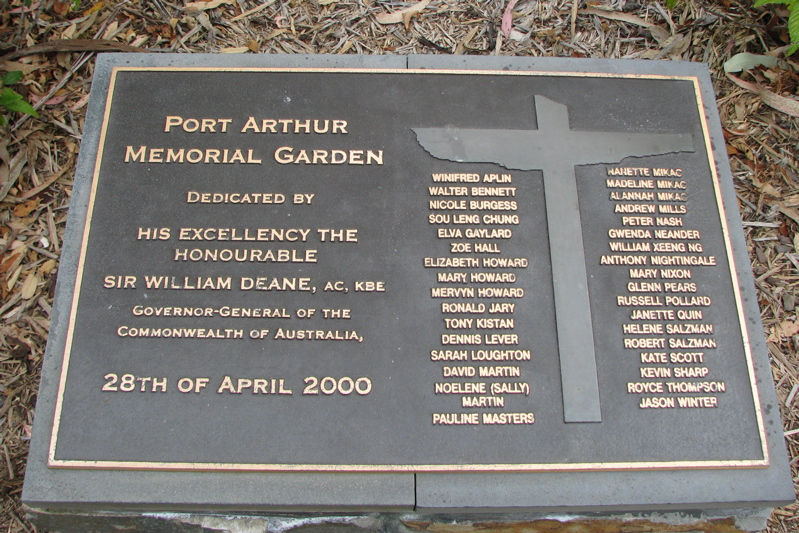
全ての犠牲者の名前を記したレリーフ

ブライアントは知的障害で知能テストの結果も平均以下であったが、事前に現場を下見していること（銃を入れていたバッグは、その時に施設内の売店で買っていた）、複数のライフルを用意していたことなどで計画的犯行とされ、また精神鑑定で責任能力ありと判断されて、仮釈放なしの35回の終身刑を宣告された（オーストラリアには死刑制度がない）。動機は今もはっきりわかっていない。なお、あくまで疑惑だが、少年時代にも二件の不審死に関与しているとされ、また彼をハウスキーパーとして雇っていた女性の事故死にも関与していたとの疑惑がある(この女性との関係は非常に良好で、彼女の事故死による精神ストレスが事件の一因との見方もある)。
マーティン・ブライアントは2002年2月未明に、刑務所内で自殺を試みるも未遂に終わり、現在も服役中である。
フルオート機能を削除しただけのAR-15を、ブライアントが何らの事前審査もなく購入していたことが報じられると、銃規制を求める声が高まり、この事件が起こってわずか12日後にミリタリータイプのセミオートライフルの輸入と販売の禁止が決定した。その後、オーストラリアでは国全体の銃規制を導入した（それまでは州まかせであった。タスマニアはオーストラリアの中で最も緩かった）。このため、この種の大事件の例に漏れず陰謀論がささやかれ、銃規制推進派による自作自演でブライアントは無実であり、政府のエージェントが実行犯だと主張する本が出版されている。